# Oprișița, Vaslui
Oprișița este un sat în comuna Poienești din județul Vaslui, Moldova, România.
Pentru mai multe detalii intra pe http://www.oprisita.trei.ro%5Bnefuncțională%5D
 Acest articol despre o localitate din județul Vaslui este deocamdată un ciot. Puteți ajuta Wikipedia prin completarea lui.